# Karin Legemate
Karin Legemate (6 november 1983) is een Nederlandse voetbalster die onder meer voor Ter Leede, ADO Den Haag, AZ en het Nederlands elftal speelde. In 2011 zette ze een punt achter haar loopbaan. Gaandeweg het seizoen 2011/12 meldde ze zich toch bij SC Telstar VVNH.

## Carrière
Legemate begon haar voetbalcarrière bij Alkmania op achtjarige leeftijd. In de zomer van 2002 maakte ze de overstap naar Ter Leede, dat uitkwam in de hoofdklasse, op dat moment het hoogste niveau voor vrouwenvoetbal in Nederland. In totaal voetbalde ze vijf jaar voor de club uit Sassenheim. In die tijd behaalde ze drie landskampioenschappen, twee Supercups en won ze eenmaal de KNVB beker. Ze verliet de club in de zomer van 2007 voor ADO Den Haag om mee te gaan doen aan de nieuwe Eredivisie. Na twee seizoenen stapte zo over naar tweevoudig landskampioen AZ. Zelf werd ze eenmaal landskampioen met de Alkmaarders.
In seizoen 2010/11 speelde ze haar laatste seizoen bij AZ, die besloten te stoppen met de vrouwentak. In de laatste wedstrijd van het seizoen werd de KNVB beker gewonnen. Legemate besloot daarop om te stoppen met voetbal, maar sloot zich gaandeweg het seizoen toch aan bij SC Telstar VVNH.

## Erelijst
- Landskampioen Nederland: 2003, 2004, 2007 (Ter Leede) 2010 (AZ)
- KNVB beker: 2007 (Ter Leede), 2011 (AZ)
- Supercup: 2004, 2007 (Ter Leede)

## Statistieken
| Seizoen | Club            | Land      | Competitie  | Wedstrijden | Doelpunten |
| ------- | --------------- | --------- | ----------- | ----------- | ---------- |
| 2002/03 | Ter Leede       | Nederland | Hoofdklasse | ?           | ?          |
| 2003/04 | Ter Leede       | Nederland | Hoofdklasse | ?           | ?          |
| 2004/05 | Ter Leede       | Nederland | Hoofdklasse | ?           | ?          |
| 2005/06 | Ter Leede       | Nederland | Hoofdklasse | ?           | ?          |
| 2006/07 | Ter Leede       | Nederland | Hoofdklasse | ?           | ?          |
| 2007/08 | ADO Den Haag    | Nederland | Eredivisie  | ?           | ?          |
| 2008/09 | ADO Den Haag    | Nederland | Eredivisie  | 21          | 0          |
| 2009/10 | AZ              | Nederland | Eredivisie  | 20          | 1          |
| 2010/11 | AZ              | Nederland | Eredivisie  | 21          | 0          |
| 2011/12 | SC Telstar VVNH | Nederland | Eredivisie  | 7           | 0          |

Laatste update 23 mei 2012 09:58 (CEST)